# محرك أيوني

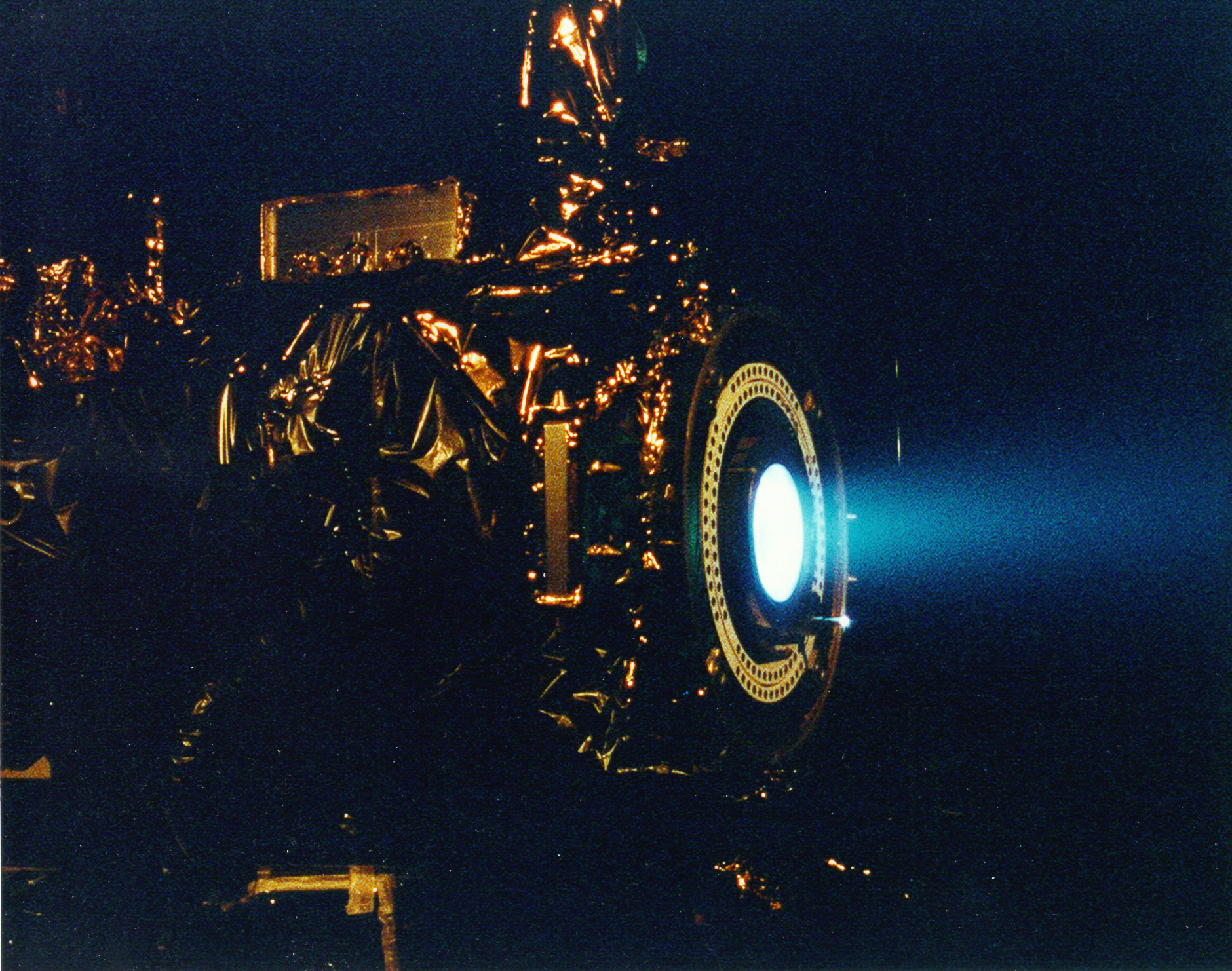
محرك أيوني تحت التجريب ناسا

محرك أيوني هو نوع المحركات الخاصة التي تستخدم في تحريك المسابير الفضائية وتعديل مسارات الأقمار الاصطناعية. المحرك يعمل بطريقة حزم أيونات تندفع بواسطة حقل كهربائي قوي ومن ثم تخرج بقوة دفع أيوني مما يجعل المسبار الفضائي يتحرك في الاتجاه المضاد. ومع ان الجهد المستخدم منخفض بسبب محدودية الطاقة الكهربائية في المسابير الفضائية والاقمار الاصطناعية إلا ان هذه المحركات تنتج قوة دفع عالية (Specific impulse) إذ تتحرك الأيونات بسرعات عالية جدا في المجال الكهربائي المسلط عليها ولها في نفس الوقت كتلة ولو بسيطة . قوة دفعها قليلة إذا ما قورنت بالدفع الصاروخي الاشتعالي ؛ ففي الدفع الصاروخي الاشتعالي تكون كمية الوقود هائلة جدا في حين سرعات الحبيبات الساخنة تكون نسبيا قليلة (الدفع = حاصل ضرب كتلة الغاز في تسارعه -قانون نيوتن الثاني[بحاجة لمصدر]قانون نيوتن الثاني-) . لذلك تستخدم مثل هذه المحركات في الفضاء لتعديل مسارات الأقمار، وهي تعمل لفترة طويله وكمياتها قليلة لا تشكل مشكلة وزنية فتكون سهلة لحملها في قمر صناعي . ذلك بخلاف محركات الصواريخ الاشتعالية (تعمل بالاحتراق كيميائي) التي تكون لازمة لإطلاق صاروخ ثقيل بحمولته ورفعه عن سطح الأرض . المحركات الأيونية تعمل بغاز زينون وهو نوع من الغازات النبيلة وله كتلة كبيرة.

## مقارنة
تقدم المحركات الأيونية دفعا أقل بكثير من المحركات الصاروخية المعتادة، فدفع محرك أيوني يعادل وزن كارت البريد
(70 ميللي نيوتن), ولكن سرعة خروج الأيونات تكون عظيمة (10 إلى 130) كيلومتر في الثانية ويمكن تشغيلها لفترات طويلة. ولكن لاستخدام محرك أيوني يجب أن تكون المركبة الفضائية خفيفة الكتلة بحيث يعمل المحرك الايوني على تسريعها خلال دفع لمدة طويلة .
المسبار الفضائي SMART-1 يزن مثلا 367 كيلوجرام ويحمل معه 84 كيلوجرام من الزينون الذي يتحول إلى ايونات ويتم تسريعها فتقوم بدفع المسبار في الاتجاه المعاكس لخروجها من المسبار.
والمشكلة في المحركات الأيونية أنها تحتاج إلى طاقة كبيرة (تصل في سمارت1 إلى 1300 واط للمحرك نفسه) . وقد ابتكر نوع جديد من الخلايا الشمسية Triple-Junction-GaInP2/GaAs/Ge-Solar cells تنتج قدرة كهربائية عالية تبلغ نحو 370 واط للمتر المربع بكفاءة 27% لسمارت-1 , بغرض إنتاج طاقة كهربائية كافية بمساحة مناسبة من الألواح الضوئية التي تشغل المسبار وتشغل المحرك الأيوني.
إن زيادة سرعة انطلاق الأيونات من المسبار إلى الضعف تحتاج إلى زيادة في الطاقة الكهربائية أربع مرات . والهدف عند بناء محرك إيوني هو جعل كتلة المسبار اقل ما يمكن، ويحتاج إلى سرعة فائقة للأيونات . أي أن المحرك الأيوني يحتاج إلى توافق بين كتلة المسبار (بما فيها الألواح الشمسية) والطاقة المتولدة .
ميزة المحرك الأيوني بالمقارنة بالمحرك الصاروخي المعتاد أن مع إنتاج نفس الدفع يحتاج المحرك الأيوني كتلة أقل، إذ أن سرعة انطلاق الأيونات من المسبار تكون أكبر كثيرا. فتبلغ الدفع النوعي للزينون 3000 ثانية في حين الدفع النوعي لغاز الاحتراق (الصاروخي) 370 ثانية.
أي أن سرعة الأيونات تبلغ ستة أضعاف سرعة الغازات المشتعلة الناتجة من المحرك الصاروخي.
المحرك الايوني يعمل في الفراغ ولهذا فهو يصلح في الفضاء .
وقد وصلت قدرة المحركات الأيونية إلى نحو عدة كيلوواط . ولتحريك كتل كبيرة فيحتاج المحرك الإيوني العمل عبر مدة طويلة (أسابيع، أشهر أو سنوات) . أي في البعثات الفضائية طويلة الأمد.
يقوم المحرك الصاروخي برفع المسبار إلى الفضاء خلال دقائق يستهلك خلالها مئات الأطنان من الوقود، وفي الفضاء يمكن للمحرك الأيوني أن يقوم بزيادة السرعة، ويؤدي ذلك خلال أشهر وسنوات.

## الأصول
إن الشخص الأول الذي كتب ورقة تشرح هذه الفكرة علانيةً هو قسطنطين تسيولكوفسكي في عام 1911. لكن أول وثيقة خاصة أخذت الدفع الكهربائي بعين الاعتبار هي مفكرة مكتوبة بخط اليد لروبرت غودارد بتاريخ 6 سبتمبر عام 1906. أجرى غودارد التجارب الأولى على المحرك الأيوني في جامعة كلارك بين عامي 1916 و 1917. تمت التوصية أن تُنفّذ هذه التقنية في ظروف شبه خلاء وعلى ارتفاع عالٍ، ولكن قُدِّم الدفع باستخدام تيارات هواء متأين بضغط الغلاف الجوي. ظهرت الفكرة مجددًا في كتاب هيرمان أوبرث «الطرق إلى المركبة الفضائية» الذي نُشر في عام 1923، حيث شرح فيه أفكاره حول توفير الكتلة في الدفع الكهربائي، وتوقع استخدامها في دفع المركبات الفضائية والتحكم بالوضعية، وأيّد التسارع الكهروستاتيكي للغازات المشحونة.
بنى هارولد أر. كاوفمان محرك أيوني عامل في عام 1959 في منشآت مركز غلين للأبحاث التابع لناسا. كان مشابهًا للمحرك الأيوني الكهروستاتيكي المُشبَّك، واستخدم الزئبق بمثابة مادة دافعة. أُجريت الاختبارات دون المدارية خلال ستينيات القرن العشرين، وفي عام 1964 أُرسل المحرك في رحلة دون مدارية على متن مسبار اختبار الصاروخ الكهربائي الفضائي 1 (واختصارًا إس إي أر تي 1). عمل بشكل ناجح لمدة 31 دقيقة كما كان مخططا قبل أن يسقط إلى الأرض. تَبِع هذا الاختبار في عام 1970 الاختبار المداري إس إي أر تي-2.
جرت دراسة محرك دفع يعمل بتأثير هول بشكل مستقل في الولايات المتحدة الأمريكية وفي الاتحاد السوفييتي في خمسينيات وستينيات القرن العشرين، وهو شكل بديل من الدفع الكهربائي. جرى تشغيل محركات تعمل بتأثير هول على متن أقمار اصطناعية سوفييتية منذ العام 1972 وحتى نهايات التسعينيات من القرن العشرين، إذ استخدم بشكل رئيسي من أجل عملية استقرار الأقمار الاصطناعية في الاتجاهات شمال-جنوب وشرق-غرب. أكملت نحو 100 إلى 200 محرك مهامها على متن الأقمار الاصطناعية الروسية والسوفييتية. قُدّم تصميم محرك الدفع السوفييتي إلى الغرب في عام 1992، وذلك بعد أن زار فريق من المتخصصين في الدفع الكهربائي المختبرات السوفييتية تحت إشراف منظمة الدفاع الصاروخي البالستي.

## مبدأ العمل العام
تستخدم المحركات الأيونية الأشعة الأيونية (ذرات أو جزيئات مشحونة كهربائيًا) من أجل توليد قوة دفع بشكل ينسجم مع انخفاض الزخم الحركي. تختلف طريقة تسريع الأيونات، لكن تستفيد كل التصاميم من نسبة الكتلة/الشحنة للأيونات. تعني هذه النسبة إمكانية توليد اختلافات محتملة صغيرة نسبيًا لسرعات عالية للعادم. يُقلل هذا من كمية كتلة التفاعل أو المادة الدافعة المطلوبة، لكنه يزيد من كمية الطاقة النوعية المطلوبة بالمقارنة مع الصواريخ الكيميائية. ولذلك تقدر المحركات الأيونية على تحقيق اندفاعات نوعية عالية. إنّ مشكلة قوة الدفع المنخفضة هي التسارع المنخفض، بسبب ارتباط كتلة وحدة الطاقة الكهربائية مباشرةً بكمية الطاقة. تجعل قوة الدفع المنخفضة هذه المحركات الأيونية غير مناسبة لإطلاق المركبات المدارية إلى المدار، لكنها فعالة بالنسبة للدفع في الفضاء.
تنقسم المحركات الأيونية إلى كهروستاتيكي وكهرومغناطيسي. الفرق الرئيسي بينهما هو طريقة تسريع الأيونات.
- تستخدم المحركات الأيونية الكهروستاتيكية قوة كولوم، وتُسرّع الأيونات في اتجاه الحقل الكهربائي.
- تستخدم المحركات الأيونية الكهرومغناطيسية قوة لورنتس لتحريك الأيونات.

تتمثل مصادر الطاقة للمحركات الأيونية عادةً في ألواح شمسية كهربائية، لكن على مسافات بدرجة كافية من الشمس، وتُستعمل أيضًا الطاقة النووية. تكون كتلة مصدر الطاقة في كلا الحالتين متناسبة مع ذروة الطاقة التي يُمكن الإمداد بها، وتتوفر الطاقة في كلا الحالتين لهذا المحرك تقريبًا بشكل غير محدود.

## انظر ايضأ
- إدغار شويري
- محرك دفع بلازما
- مشروع بروميثيوس
- بعثة ليزا باثفايندر